# Chemicals React
Chemicals React è un singolo di Aly & AJ pubblicato nel 2006 da Hollywood Records. È il secondo singolo ufficiale tratto dall'album Into the Rush.

## Il disco
La canzone ha avuto il suo primo airplay in radio il 27 luglio 2006.
Nel videogioco "The Sims 2: Pets" è presente la canzone in formato Simlish, registrata dalle sorelline appositamente per il gioco. La versione in Simlish, con rispettivo video, è stata pubblicata su iTunes il 31 ottobre 2006.
Il remix ufficiale della canzone è presente nel loro secondo album Insomniatic.
Chemicals React non è riuscita ad entrare in chart alla sua prima uscita nel giugno 2006, ma alla successiva riedizione del singolo nel settembre 2006 riuscì ad entrare nelle chart statunitensi.
La canzone fu pubblicata anche in Italia ma senza alcun successo.

## Video musicale
Il video è stato diretto da Chris Applebaum e sono presenti Aly & AJ mentre esibiscono la canzone dal vivo.
La premier del video è avvenuta nel giugno del 2006 tramite il canale ufficiale di YouTube della Hollywood Records. Il video è stato visto più di 5.700.000 volte .

## Distribuzione
| Data              | Paese       | Formato                   | Etichetta         |
| ----------------- | ----------- | ------------------------- | ----------------- |
| 15 giugno 2006    | Stati Uniti | Digital Download          | Hollywood Records |
| 27 luglio 2006    | Stati Uniti | Airplay in Radio          | Hollywood Records |
| 19 settembre 2006 | Stati Uniti | Digital EP                | Hollywood Records |
| 31 ottobre 2006   | Stati Uniti | Simlish Version (Digital) | Hollywood Records |
| 25 maggio 2007    | Italia      | Digital Download          | Hollywood Records |
| 25 maggio 2007    | Inghilterra | Digital Download          | EMI               |

## Classifiche
| Chart                  | Peak position |
| ---------------------- | ------------- |
| U.S. Billboard Hot 100 | 50            |
| U.S. Pop 100           | 36            |